# Линкольн-колледж (Оксфорд)
Линкольн-колледж (англ. Lincoln College, полное название The College of the Blessed Mary and All Saints, Lincoln) — один из колледжей Оксфордского университета. Основан в 1427 году епископом Ричардом Флемингом. Находится в центре города Оксфорд, Англия.
В настоящее время здесь насчитывается более 600 учащихся, около половины из них — на бакалавриате.